# Иё (провинция)
Провинция Иё (яп. 伊予国 Иё но куни, «Страна Иё» или 予州 Ёсю:, «провинция Иё») — историческая провинция Японии в округе Нанкайдо в западной части острова Сикоку. Иё граничила с провинциями Ава, Сануки и Тоса. Соответствует современной префектуре Эхиме в регионе Сикоку.

Провинция Иё на карте Японии со старым административным делением (выделена красным).

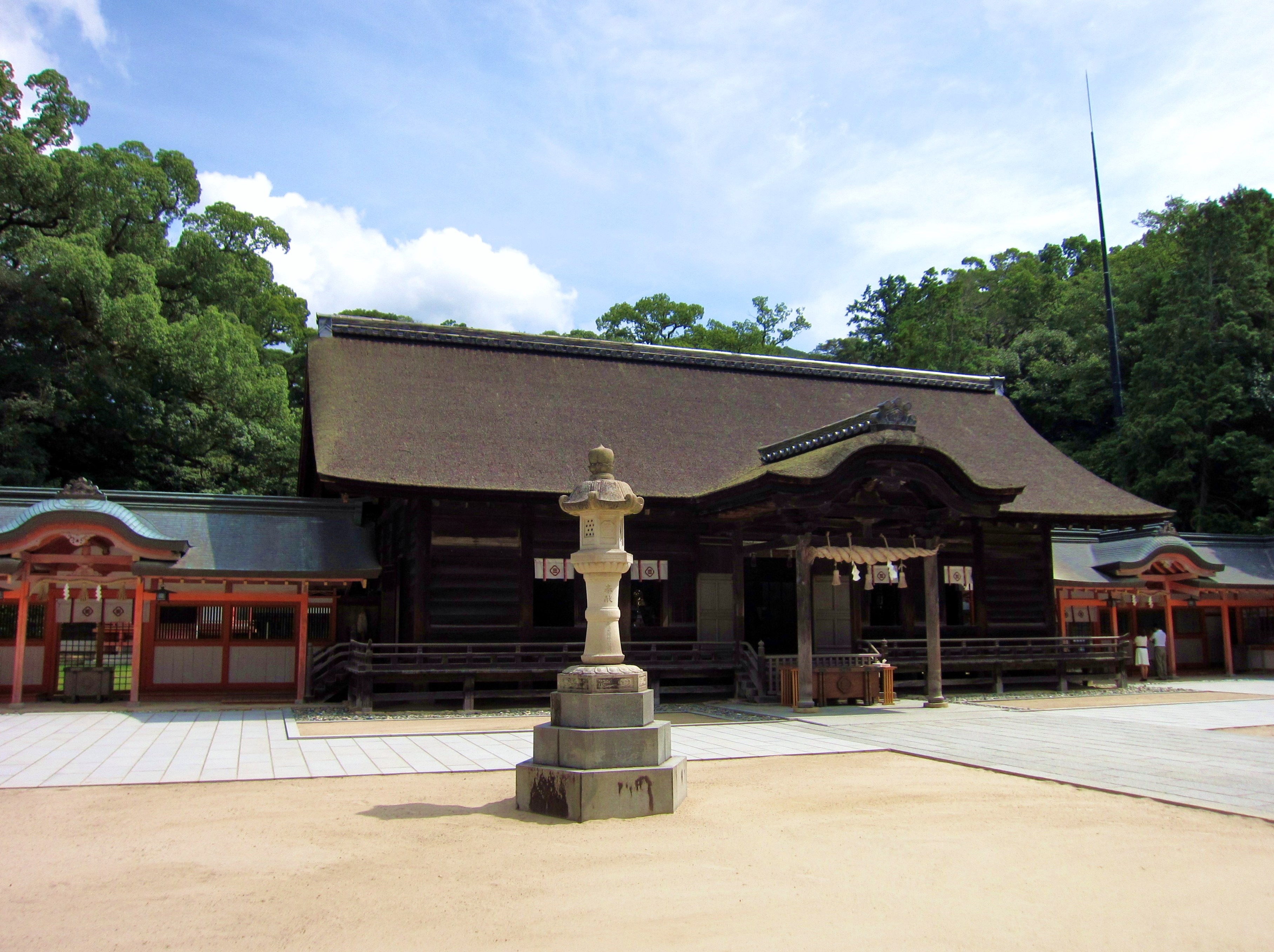
Святилище Оямадзуми-дзиндзя на острове Омисима

Провинция Иё была сформирована в XVIII веке. Её административный центр находился около теперешнего города Имабари. Выгодное положение земель Иё на берегу Внутреннего Японского моря сделали провинцию ключевым узлом транспортной линии, связывавшей столицу, Киото, с западными регионами страны. Важность земель Иё передавала старая пословица: «Тот, кто владеет Иё, контролирует Сикоку, а кто контролирует Сикоку — властвует над морем». Кроме своего выгодного расположения, провинция Иё была известна своим синтоистским святилищем на острове Омисима под названием Оямадзуми-дзиндзя. Оно стало центральной самурайской святыней западной Японии.
С XII по XVI век провинцией Иё владел род Кавано, однако на большей части островов Внутреннего Японского моря хозяйничали японские пираты. В период Сэнгоку Иё была разбита на несколько феодальных княжеств, самое большое из которых обычно контролировалось из замка Мацуяма, расположенного в одноимённом городе. Княжества на некоторое время объединил под своей властью род Тёсокабэ из соседней провинции Тоса, однако Тоётоми Хидэёси вторгся на Сикоку в 1584 году и восстановил разделение. В период Эдо (1603—1867) разделение сохранялось, княжества принадлежали разным вассальным родам сёгуната. Центральная власть намеренно не передавала прибыльные земли Иё в руки одного рода, боясь появления сепаратистских тенденций в регионе.
В результате ряда административных реформ 1871—1897 годов провинция Иё была превращена в префектуру Эхиме. На территории префектуры распространён специфический диалект Иё — иё-бэн.

## Уезды провинции Иё
В провинцию Иё входило 14 уездов.
- Вакэ (яп. 和気郡 Вакэ-гун)
- Иё (яп. 伊予郡 Иё-гун)
- Кадзахая (яп. 風早郡 Кадзахая-гун)
- Кита (яп. 喜多郡 Кита-гун)
- Кувамура (яп. 桑村郡 Кувамура-гун)
- Кумэ (яп. 久米郡 Кумэ-гун)
- Нии (яп. 新居郡 Нии-гун)
- Нома (яп. 野間郡 Нома-гун)
- Онсэн (яп. 温泉郡 Онсэн-гун)
- Оти (яп. 越智郡 Оти-гун)
- Сюфу (яп. 周敷郡 Сю:фу-гун, встречается также альтернативное иероглифическое написание 周布郡)
- Ува (яп. 宇和郡 Ува-гун)
- Укэна (яп. 浮穴郡 Укэна-гун)
- Ума (яп. 宇摩郡 Ума-гун)

## Ханы провинции Иё
В Иё существовало 10 ханов (княжеств, феодальных владений).
- Ёсида (яп. 吉田藩 Ёсида-хан) — сихан (яп. 支藩), дочернее княжество хана Увадзима
- Имабари (яп. 今治藩 Имабари-хан)
- Каваноэ (яп. 川之江藩 Каваноэ-хан)
- Комацу (яп. 小松藩 Комацу-хан)
- Мацуяма (яп. 松山藩 Мацуяма-хан)
- Мацуяма Синдэн (яп. 松山新田藩 Мацуяма Синдэн-хан) — дочернее княжество хана Мацуяма
- Ниия (яп. 新谷藩 Ниия-хан) — дочернее княжество хана Одзу
- Одзу (яп. 大洲藩 О:дзу-хан)
- Сайдзё (яп. 西条藩 Сайдзё:-хан)
- Увадзима (яп. 宇和島藩 Увадзима-хан)

## Источник
- 『角川日本地名大辞典』全50巻. — 東京: 角川書店, 1987—1990. (Большой словарь японских топонимов издательства Кадокава. В 50 томах. — Токио: Кадокава сётэн, 1987—1990.)